# تود وريل
تود وريل (بالإنجليزية: Todd Worrell)‏ هو لاعب كرة قاعدة أمريكي، ولد في 28 سبتمبر 1959 في أركاديا في الولايات المتحدة.

## وصلات خارجية
- تود وريل على موقعبيزبول رفرنس.كوم (الدوري الرئيسي) (الإنجليزية)
- تود وريل على موقعبيزبول رفرنس.كوم (الدوري الثانوي) (الإنجليزية)
- تود وريل على موقع مشجعي الرسوم البيانية (الإنجليزية)